# اولوایلر
اولوایلر (به آلمانی: Ohlweiler) یک شهر در آلمان است که در راین-هونسروک واقع شده‌است. اولوایلر ۳۳۴ نفر جمعیت دارد.